# Кулькино
Кулькино — деревня в Судиславском сельском поселении Судиславского района Костромской области России. 

## География
Деревня расположена при речках Кулькинке и Корбе.

## История
Согласно Спискам населенных мест Российской империи в 1872 году деревня относилась к 1 стану Костромского уезда Костромской губернии. В ней числилось 28 дворов, проживало 80 мужчин и 83 женщины. В деревне имелся клееваренный завод.
Согласно переписи населения 1897 года в деревне проживало 182 человека (77 мужчин и 105 женщин).
Согласно Списку населенных мест Костромской губернии в 1907 году деревня относилась к Завражьинской волости Костромского уезда Костромской губернии. По сведениям волостного правления за 1907 год в ней числилось 47 крестьянских дворов и 276 жителей. В деревне имелся клееваренный завод. Основным занятием жителей была работа плотниками, бондарями, шан..

## Население
| 2008 | 2010 | 2014 |
| ---- | ---- | ---- |
| 43   | ↘41  | ↘30  |